# Gesetz über die Errichtung eines Bundesamts für Auswärtige Angelegenheiten
Das Gesetz über die Errichtung eines Bundesamts für Auswärtige Angelegenheiten (BfAAG) regelt die Errichtung des Bundesamtes für Auswärtige Angelegenheiten zum 1. Januar 2021 mit Sitz in Brandenburg an der Havel. Das Bundesamt untersteht dem Auswärtigen Amt und unterstützt den Auswärtigen Dienst auf dem Gebiet der Auswärtigen Angelegenheiten bei der Verwaltung und Infrastruktur, dem Fördermittelmanagement sowie im Rechts- und Konsularwesen. Das Gesetz umfasst zehn Paragraphen.

## Geschichte
Der Gesetzentwurf der Bundesregierung datiert auf den 3. Januar 2020. Zur Begründung heißt es, das Auswärtige Amt solle von bestimmten nicht-ministeriellen Aufgaben entlastet werden. Den Bundesrat passierte der Gesetzentwurf am 14. Februar 2020 ohne Einwendungen. Die erste Lesung im Bundestag fand am 4. März 2020 statt. Dort wurde der Gesetzentwurf zur Beratung federführend an den Auswärtigen Ausschuss überwiesen, der am 13. Mai 2020 seine Beschlussempfehlung und seinen Bericht vorlegte. Die Ausschüsse für Inneres und Heimat, für Recht und Verbraucherschutz sowie für Arbeit und Soziales wurden beteiligt. Der Gesetzentwurf wurde am 14. Mai 2020 in zweiter und dritter Lesung im Plenum des Bundestages behandelt und in der Ausschussfassung beschlossen. Im Vergleich zum Gesetzentwurf der Bundesregierung wurden Bestimmungen zum Sitz der Behörde und zur Ausgleichszulage in den Paragraphen 1 und 10 des Gesetzes geändert. Der Bundesrat stellte keinen Antrag auf Einberufung des Vermittlungsausschusses. Somit konnte das Gesetz am 12. Juni 2020 vom Bundespräsidenten ausgefertigt und am 23. Juni 2020 im Bundesgesetzblatt verkündet werden. Es trat am Folgetag in Kraft.